# Echonitor albumenoidea
Echonitor albumenoidea är en snäckart som först beskrevs av Cox 1868.  Echonitor albumenoidea ingår i släktet Echonitor och familjen Helicarionidae. Inga underarter finns listade i Catalogue of Life.